# Muta Yusuke
Yusuke Muta (牟田 雄祐 (Mâu-Điền Hùng-Hữu) Muta Yusuke, sinh ngày 20 tháng 9 năm 1990) là một cầu thủ bóng đá người Nhật Bản thi đấu ở vị trí hậu vệ cho Kyoto Sanga F.C. ở J2 League.

## Sự nghiệp
Sinh ra ở Fukuoka, Muta ký hợp đồng với Nagoya Grampus của J. League Division 1 từ Đại học Fukuoka vào tháng 1 năm 2013. Anh có màn ra mắt cho câu lạc bộ ngày 2 tháng 3 năm 2013 trước Júbilo Iwata; anh nằm trong đội hình xuất phát, thi đấu 66 phút trước khi được thay ra cho Shohei Abe và Nagoya có kết quả hòa 1–1.

## Thống kê sự nghiệp
Cập nhật đến ngày 23 tháng 2 năm 2016.

| Câu lạc bộ          | Mùa giải            | Giải vô địch | Giải vô địch | J. League Cup | J. League Cup | Cúp Hoàng đế Nhật Bản | Cúp Hoàng đế Nhật Bản | AFC     | AFC       | Tổng    | Tổng      |
| Câu lạc bộ          | Mùa giải            | Số trận      | Bàn thắng    | Số trận       | Bàn thắng     | Số trận               | Bàn thắng             | Số trận | Bàn thắng | Số trận | Bàn thắng |
| ------------------- | ------------------- | ------------ | ------------ | ------------- | ------------- | --------------------- | --------------------- | ------- | --------- | ------- | --------- |
| Nagoya Grampus      | 2013                | 8            | 0            | 0             | 0             | 0                     | 0                     | -       | -         | 8       | 0         |
| Nagoya Grampus      | 2014                | 24           | 1            | 4             | 0             | 5                     | 0                     | -       | -         | 33      | 1         |
| Nagoya Grampus      | 2015                | 24           | 1            | 1             | 0             | 4                     | 0                     | -       | -         | 29      | 1         |
| Tổng cộng sự nghiệp | Tổng cộng sự nghiệp | 56           | 2            | 5             | 0             | 9                     | 0                     | -       | -         | 70      | 2         |